# Airlie Beach
Airlie Beach – turystyczna nadmorska miejscowość w stanie Queensland w Australii, położona nad Morzem Koralowym, około 1000 km na północ od Brisbane. Punkt wypadowy w rejon Whitsunday Islands or Wielkiej Rafy Koralowej. Klimat tropikalny.